# Ernest Ngboko Ngombe
Ernest Ngboko Ngombe, C.I.C.M. (Kanya Mbonda, 25 mei 1964) is een Congolees rooms-katholiek geestelijke. Sinds 2019 is hij aartsbisschop van Mbandaka-Bikoro
Hij trad in 1987 in bij de Congregatie van het Onbevlekt Hart van Maria en werd op 20 juni 1996 tot priester gewijd. Hij werkte gedurende 16 jaar als missionaris in Senegal. Daar was hij parochiepriester en later overste van zijn congregatie daar. Hij werd dan regionaal coördinator voor Afrika en daarna vicaris-generaal van zijn congregatie, waarvoor hij werkzaam was in Rome. In 2015 werd hij tot bisschop gewijd. Hij volgde Louis Nkinga Bondala, C.I.C.M. op als bisschop van Lisala. In 2019 werd hij benoemd tot aartsbisschop van Mbandaka-Bikoro. 